# Music City Challenger 2004
Il Music City Challenger 2004 è stato un torneo di tennis facente parte della categoria ATP Challenger Series nell'ambito dell'ATP Challenger Series 2004. Il torneo si è giocato a Nashville negli Stati Uniti dall'8 al 13 novembre 2004 su campi in cemento.

## Vincitori

### Singolare
Justin Gimelstob ha battuto in finale  Amer Delić con il punteggio di 7–6(3), 7–6(4)

### Doppio
Jason Marshall /  Travis Parrott hanno battuto in finale  Cecil Mamiit /  Danai Udomchoke con il punteggio di 6–3, 6–4